# Козерн (кладбище)
Козерн (арм. Կոզեռն) — бывшее армянское кладбище в Ереване. В советское время кладбище было ликвидировано и частично застроено.

## История

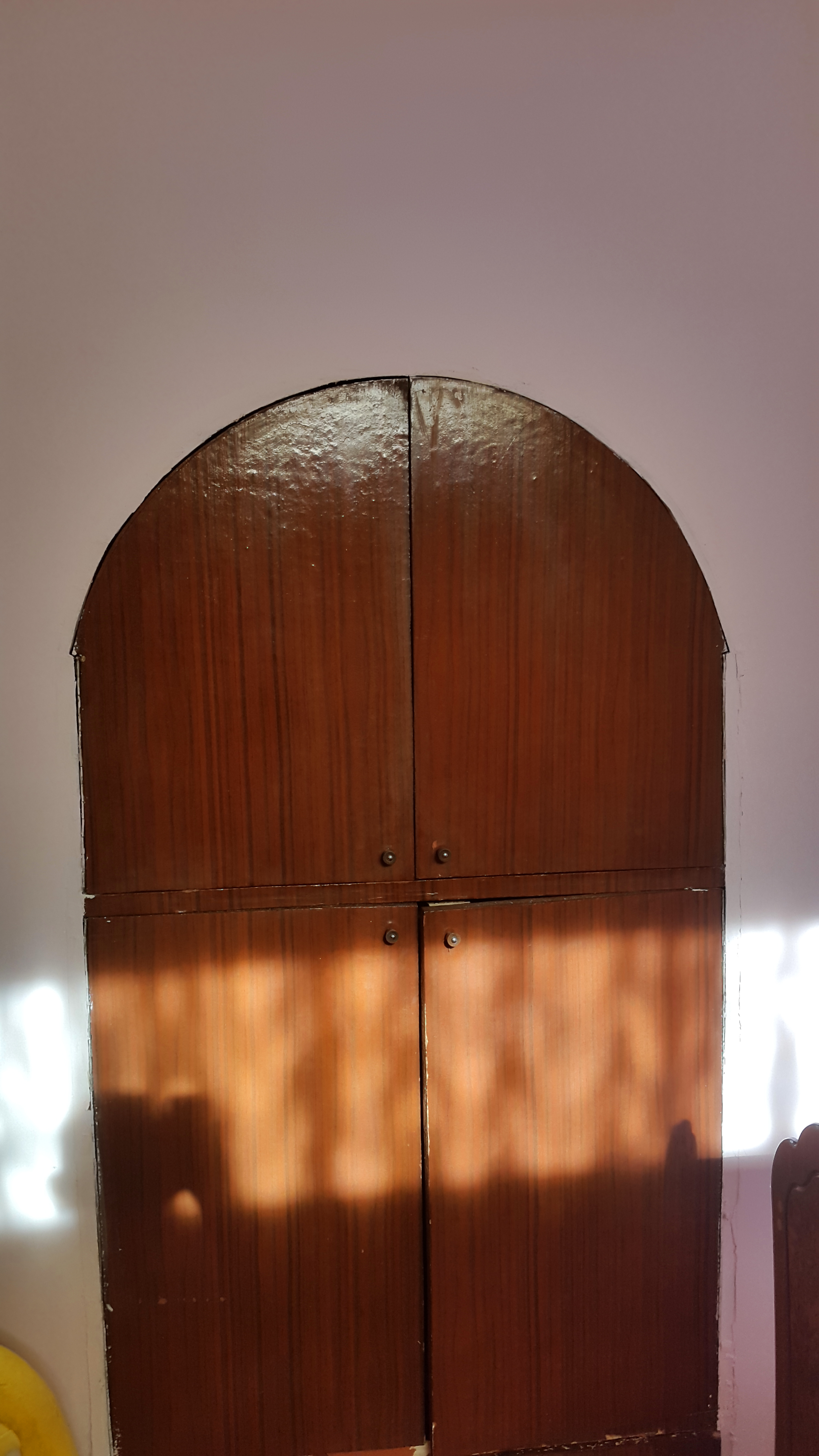
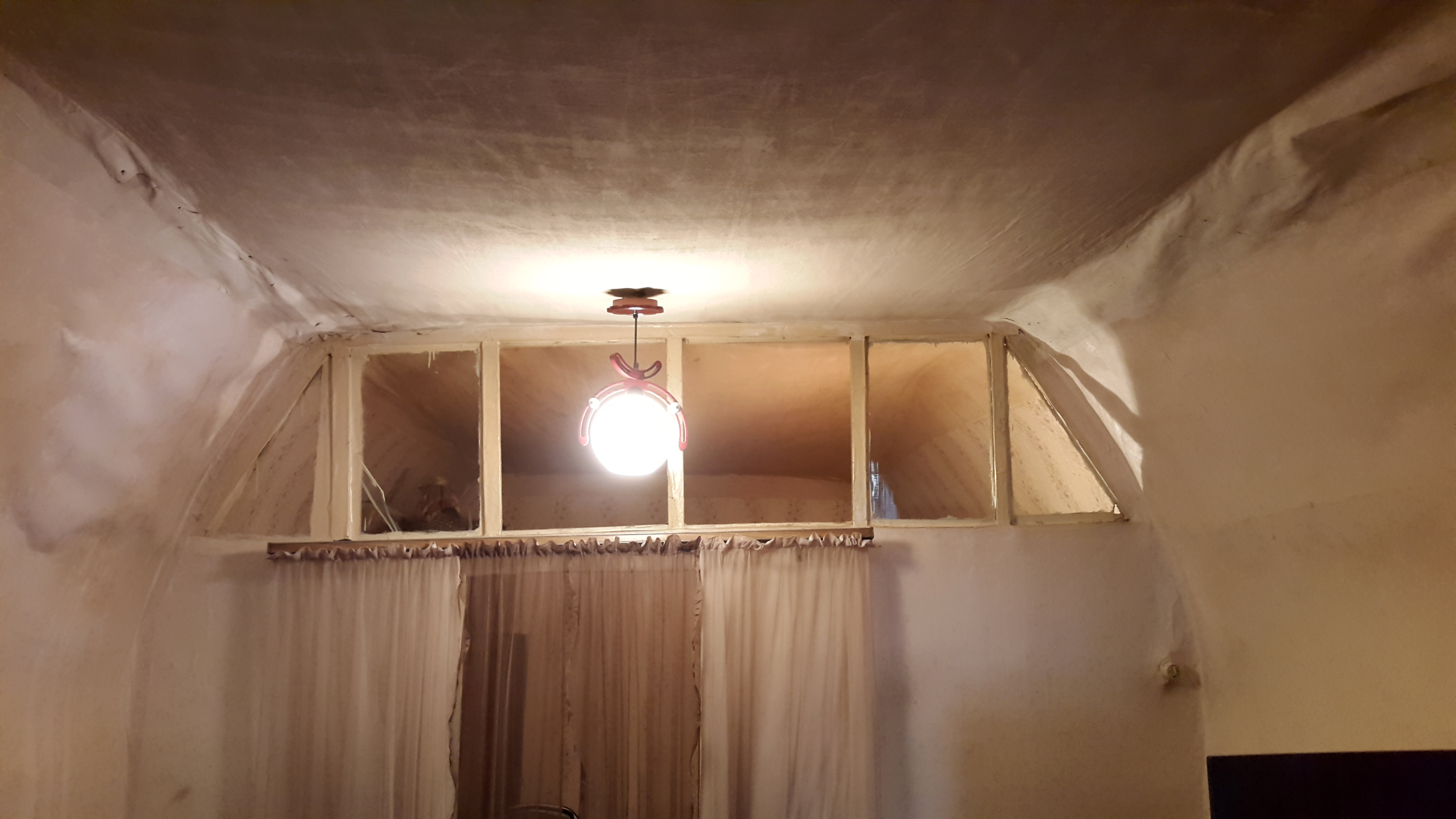
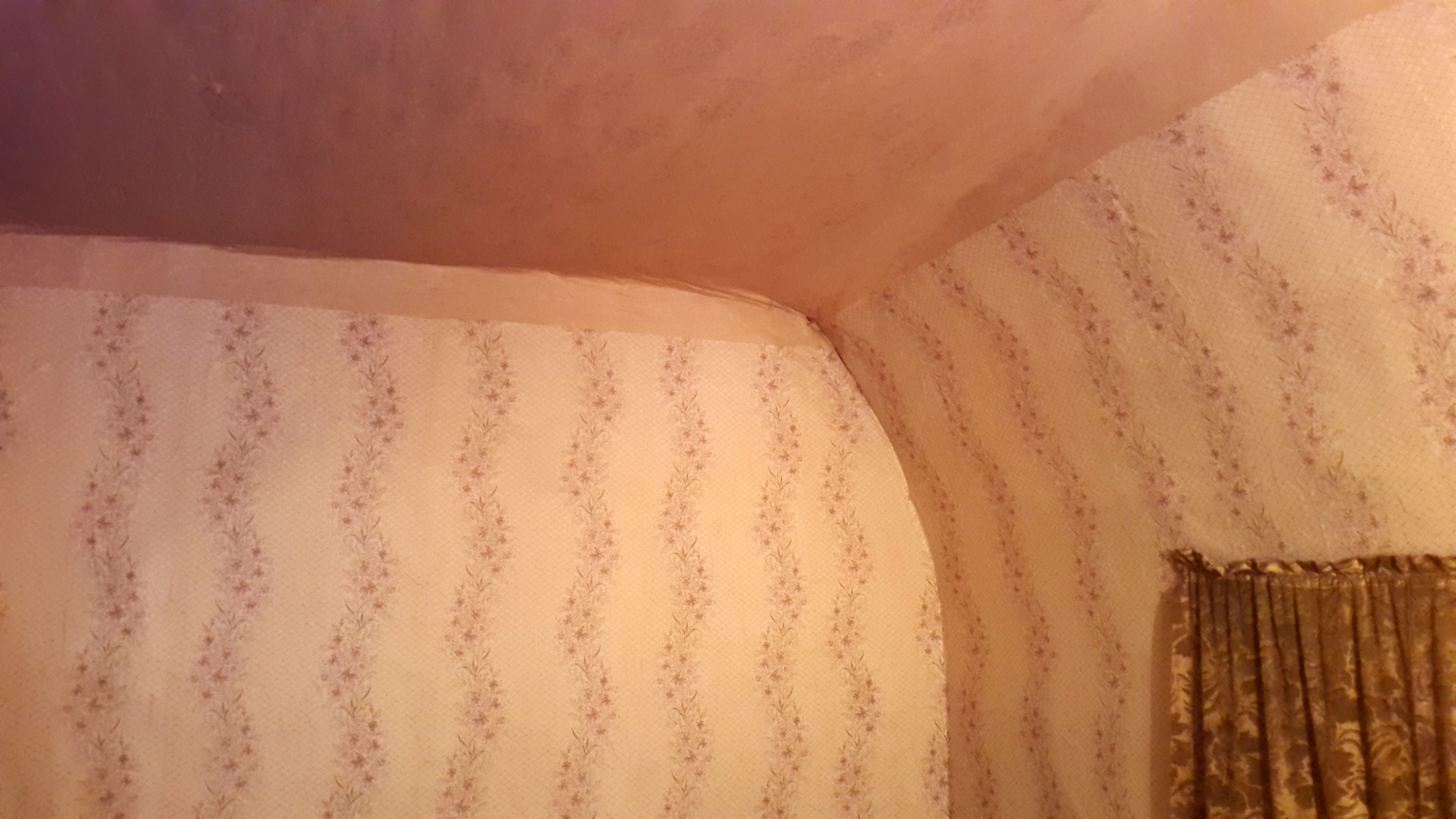

Кладбище Козерн располагалось на одноимённом холме на севере Еревана, в районе современных улиц Дереника Демирчяна и Прошяна. 
Являлось древнейшим кладбищем города (XI—XIII века). Во время раскопок 1930-х годов здесь были найдены погребения в каменных ящиках, датированные IV—VII веками. Неподалёку были обнаружены и похожие дохристианские погребения.
Своё название кладбище получило в честь похороненного на нём армянского учёного XI века Ованеса Козерна. Название Козерн получил также прилегающий к кладбищу исторический район. В 1632 году рядом с Ованесом Козерном был похоронен католикос Мовсес III Татеваци. Там же был похоронен вардапет Меликсет Вжанеци. Над их могилами была сооружена часовня-надгробие, разрушенная во время землетрясения 1679 года. В XIX веке на этом месте была построена новая часовня.
В 1930-х годах, согласно плану застройки Еревана, кладбище было ликвидировано. Надписи на надгробиях были сфотографированы, останки и надгробия частично переместили на другие кладбища.
Часовня-усыпальница оказалась встроенной в жилой дом. Её стены покрыли штукатуркой, а могильные плиты послужили подпоркой для деревянного пола. В помещении бывшей часовни разместилась спальня.